# 奧克代爾鎮區 (愛荷華州霍華德縣)
奧克代爾鎮區（英語：Oak Dale Township）是位於美國愛荷華州霍華德縣的一個行政鎮區。

## 地方資料
根據2010年美國人口普查的數據，奧克代爾鎮區的面積為75.75平方千米，當中陸地面積為75.75平方千米，而水域面積為0.00平方千米。當地共有人口190人，人口密度為每平方千米2.51人。